# Spizaetus
Spizaetus là danh pháp khoa học của một chi chim săn mồi trong họ Accipitridae, được tìm thấy tại vùng nhiệt đới châu Mỹ. Tuy nhiên, trước đây định nghĩa của chi này rộng hơn, và bao gồm cả các loài chim diều tại vùng nhiệt đới Nam Á và Đông Nam Á cùng 1 loài tại khu vực rừng mưa Tây Phi. Các loài diều châu Á đã được tách sang chi Nisaetus, còn đại diện tại Tây Phi chuyển sang chi Aquilla. Một vài loài có chòm lông mào dễ thấy. Chúng là chim săn mồi có kích thước từ trung bình tới lớn, dài khoảng 55–75 cm (23-30 inch), và nói chung có đuôi dài cùng thân hình mảnh dẻ.
Hiệp hội điểu học châu Mỹ đã sáp nhập loài duy nhất của chi Spizastur là Spizastur melanoleucus vào chi Spizaetus (thành Spizaetus melanoleucus) kể từ năm 2007.
Các loài diều trong chi Spizaetus là chim rừng với vài loài thích sống trong các đồng rừng vùng cao nguyên. Chúng làm tổ bằng các que củi trên cây. Cả hai giới có bộ lông giống nhau với phần lưng màu nâu hay đen và phần bụng nhạt màu hơn, nhưng chim non rất dễ phân biệt với chim trưởng thành do chim non thường có đầu trắng.
Các loài diều này săn bắt các động vật có xương sống với kích thước trung bình như thú, chim và bò sát.

## Các loài

### Giữ lại
Các loài diều Tân thế giới giữ lại trong chi Spizaetus:
- Spizaetus isidori: Diều đen nâu - theo truyền thống đặt trong chi Oroaetus.
- Spizaetus melanoleucus: Diều đen trắng - theo truyền thống đặt trong chi Spizastur.
- Spizaetus ornatus: Diều hoa mỹ
- Spizaetus tyrannus: Diều đen hay diều bạo chúa

### Di chuyển đi
Các loài diều châu Á chuyển sang chi Nisaetus:
- Nisaetus alboniger: Diều Blyth (cũ Spizaetus alboniger)
- Nisaetus bartelsi: Diều Java (cũ Spizaetus bartelsi)
- Nisaetus cirrhatus: Diều đầu nâu (cũ Spizaetus cirrhatus)
- Nisaetus floris: Diều Flores (cũ Spizaetus cirrhatus floris hay Spizaetus floris)
- Nisaetus kelaarti: Chủng Tây Ghats và Sri Lanka đã được đề xuất như là một loài (diều Legge) riêng biệt[4].
- Nisaetus lanceolatus: Diều Sulawesi (cũ Spizaetus lanceolatus)
- Nisaetus nanus: Diều Wallace (cũ Spizaetus nanus)
- Nisaetus nipalensis: Diều núi (cũ Spizaetus nipalensis)
- Nisaetus philippensis: Diều Philippine (cũ Spizaetus philippensis)
- Nisaetus pinskeri: Diều Pinsker hay diều Nam Philippine (cũ Spizaetus (philippensis) pinskeri)[5].

Chuyển sang chi Aquila:
- Aquila africana: Diều Cassin (cũ Spizaetus africanus)[3]